# دوري المقاطعات الشمالي الغربي 2011–12
دوري المقاطعات الشمالي الغربي 2011–12 هو موسم من دوري المقاطعات الشمالي الغربي. فاز فيه Ramsbottom United F.C. ‏.